# Freycinetia comptonii
Freycinetia comptonii là một loài thực vật có hoa trong họ Dứa dại. Loài này được Rendle miêu tả khoa học đầu tiên năm 1921.